# Kanton Paimbœuf
Kanton Paimbœuf (fr. Canton de Paimbœuf) je francouzský kanton v departementu Loire-Atlantique v regionu Pays de la Loire. Tvoří ho tři obce.

## Obce kantonu
- Corsept
- Paimbœuf
- Saint-Brevin-les-Pins